# Buen Arroyo
Bahía Godthul o Buen Arroyo (del noruego: Godthul) es una bahía de 1,6 kilómetros de largo, que se encuentra en la costa noreste de la isla San Pedro del archipiélago de las Georgias del Sur. Además se ubica al sudeste de la bahía Roquería y al noroeste de puerto Nueva Fortuna y de bahía Herradura
Se utilizó como puerto y la deposición por balleneros noruegos. Su nombre significa "buen manejo (o arroyo)" en noruego, nombre que le fue dado por los hombres que trabajaban allí y que proviene de una bahía en la isla de Vestfold, (comuna de Nøtterøy).

## Historia
En 1908 la compañía de Bryde y Dahls Hvalfangerselskap establece un buque-fábrica en la Bahía de Godthul y se convierte en el único lugar en la isla San Pedro en la época de la caza de ballenas y mataderos. Pocas cabañas, un muelle y un suministro de agua había por aquel entonces. También funcionó aquí un almacén de abastecimiento para los vapores de la factoría.
De 1917 a 1922, la bahía deja de estar activa debido a la partida del buque-factoría a las Islas Shetland del Sur. En 1920 la actividad se reanuda, pero con el equipo antiguo y cerca la caducidad de la licencia de la empresa para cazar en San Pedro provocaron el abandono de Buen Arroyo en 1929.